# Phrurolithus umbratilis
Phrurolithus umbratilis là một loài nhện trong họ Phrurolithidae.
Loài này thuộc chi Phrurolithus. Phrurolithus umbratilis được miêu tả năm 1926 bởi Bishop & Crosby.